# Daïra de Tamanrasset
La daïra de Tamanrasset  est une daïra d'Algérie située dans la wilaya de Tamanrasset  et dont le chef-lieu est la ville éponyme de Tamanrasset.

## Institut national de recherche forestière
Cette daïra abrite une station de recherche et d'expérimentation rattachée à l'Institut national de recherche forestière.